# Машадиньо д'Оести
Машадиньо д'Оести (на португалски: Machadinho d'Oeste) е град — община в североизточната част на бразилския щат Рондония. Общината е част от икономико-статистическия микрорегион Арикемис, мезорегион Източна Рондония. Населението на общината към 2010 г. е 31 135 души, а територията е 8509 km² (3,6 д./km²).

## История
Град Машадиньо д'Оести възниква с аграрния проект на INCRA (Институт за колонизация и аграрна реформа) „Машадиньо“, като дотогава е част от община Арикемис.
Бързият прираст на населението и последвалото икономическо развитие, основано на селскостопанските дейности, са факторите който предпоставят политическата и административна еманципация на града. Зоната на Интегрирания проект за заселване „Машадиньо“ получава статут на община с център в едноименното селище. Името е в чест на река Машадиньо, ляв приток на Жи-Парана.
Получава автономност на 11 май 1988 г., със Закон № 198, подписан от тогавашния щатски губернатор Жеронимо Гарсия ди Сантана, върху земи, отделени от общините Арикемис, Жару и Жи-Парана.

## География
Разположен е във водосборния басейн на Долината на Жамари, а през територията му протичат реките Жи-Парана и Машадиньо.
Намира се между общините Арикемис и Жару, на около 340 km от щатската столица Порто Вельо.